# 博克斯塔尔站 (布鲁塞尔地铁)
博克斯塔尔站（Bockstael）是布鲁塞尔地铁6号线的车站，位于比利时布鲁塞尔首都大区布鲁塞尔城拉肯片区。该站毗邻同名火车站。

## 名称
该站得名于上方的埃米尔·博克斯塔尔大道（Boulevard Émile Bockstael/Emile Bockstaellaan），其以拉肯末任市长埃米尔·博克斯塔尔命名。